# Daar doer in die bosveld
Pour plus de détails, voir Fiche technique et Distribution.
Daar doer in die bosveld (français : en pleine brousse) est un film sud-africain réalisé en 16 mm et en langue afrikaans par Jamie Uys en 1951. Il met en vedette Jamie Uys et son épouse Hettie Uys. Une seconde version de ce film sera réalisée en 35 mm sous le titre Die bosvelder.  
Plusieurs scènes comiques de ce film seront reprises et complétées en 1980 par Uys dans son film, Les dieux sont tombés sur la tête.  

## Synopsis
Hans Botha, un jeune fermier du Transvaal, doit aller chercher à un arrêt de bus la nouvelle institutrice du village. Cependant, il est timide, a peur des filles et est très maladroit en leur présence. Il conduit par ailleurs une vieille voiture de modèle Ford T, aux freins défectueux. Ainsi, le voyage jusqu'au village se révèle un vrai calvaire pour l'institutrice qui manque de se noyer à cause de la maladresse de Botha qui ne parvient qu'à baragouiner quelques mots avec elle. Bien qu'elle le considère dès lors comme un parfait idiot, il parviendra à séduire l’institutrice.

## Fiche technique
- Titre original : Daar Doer in die Bosveld
- Réalisation : Jamie Uys
- Scénario : Jamie Uys
- Musique : Anton de Waal et Ernst van Rooyen
- Pays d'origine :  Afrique du Sud
- Format : 16 mm
- Genre : comédie
- Dates de sortie :
  - Afrique du Sud : 8 novembre 1951

## Distribution
- Jamie Uys : Hans Botha
- Hettie Uys : Martie du Toit
- Jurg du Preez : Koos
- Buks Joubert : Gert Petoors
- Thomas Moema : Thomas
- Kobie Uys : Kobie Botha
- Marietjie Uys : Marietjie Botha

## Autour du film
Ce premier film de Jamie Uys n'a coûté que 6 000 rands à réaliser. Uys reprendra par la suite le nom de Hans Botha pour plusieurs de ses interprétations d'Afrikaner, ce nom étant censé évoqué positivement le Boer typique des campagnes, simple, honnête mais parfois obtus.
Devenu un classique des comédies sud-africaines, le film connaitra une suite directe intitulée Daar doer in die stad (en pleine ville).
Le scénario du film sera repris pour Les dieux sont tombés sur la tête pour la partie concernant les deux personnages blancs. Le rôle tenu par Uys sera alors interprété par Marius Weyers.